# Liste der Bischöfe von Cuenca
Die folgenden Personen waren Bischöfe von Cuenca (Spanien):
- Juan Yañez (1183–1195)
- San Julián (1196–1208)
- García (1208–1225)
- Lope (1225–?)
- Gonzalo Ibáñez (1236–1246)
- Mateo Reinal oder Bernal (1247–1257)
- Rodrigo (1260–?)
- Pedro Laurencio (1264–1271)
- Gonzalo Gudiel (1272–1275)
- Diego (1276–?)
- Tello (1284)
- Gonzalo García Gudiel (1285–1289)
- Gonzalo Diego oder Díaz Pal. (1285–1289)
- Pascual (1299–?)
- Esteban, O.F.M. (1322–?)
- Fernando (1326–?)
- Juan del Campo (1327–1328)
- Otón (1328–1338)
- Gonzalo Aguilar Hinojosa (1339–1341)
- García (1342–1359)
- Bernal Zafón (1362–1372)
- Pedro Gómez Barroso (1373–1378)
- Nicolás de Viezma (1379–?)
- Alvaro Martínez (1382–1396)
- Juan Cabeza de Vaca (1396–1403)
- Juan (1407)
- Diego Anaya Maldonado (1408–1417)
- Alvaro Núñez de Isorna (1418–1445)
- Lope de Barrientos (1445–1469)
- Antonio Jacobo de Véneris (1469–1479)
- Raffaele Riario (1479–1482)
- Alonso de Burgos, O.P. (1482–1485)
- Alonso Fonseca (1485–1493)
- Kardinal Rafael Galeote (1493–?)
- Diego Ramírez de Villaescusa (1518–1537)
- Kardinal Alejandro Cesarini (1538–1542)
- Sebastián Ramírez de Arellano (1542–1547)
- Miguel Muñoz (1547–1553)
- Pedro Castro Lemos (1553–1561)
- Bernardo de Fresneda, O.F.M. (1562–1571) (auch Bischof von Córdoba)
- Gaspar de Quiroga y Vela (1571–1577) (auch Erzbischof von Toledo)
- Diego de Covarrubias y Leyva (1577–1577)
- Rodrigo de Castro Osorio (de Lemos) (1578–1581) (auch Erzbischof von Sevilla)
- Gómez Zapata (1582–1587)
- Juan Fernández Vadillo (1587–1595)
- Pedro Portocarrero (1597–1600)
- Andrés Pacheco (1601–1622)
- Enrique Pimentel Zúñiga (1623–1653)
- Juan Francisco Pacheco (1653–1663)
- Francisco Zárate Terán (1664–1679)
- Alonso Antonio San Martín (1681–1705)
- Miguel del Olmo Manrique (1706–1721)
- Juan Lancaster (oder Alencaster) Norona (1721–1733)
- Diego González Toro y Villalobos (1734–1737)
- José Flores Osorio (1738–1759)
- Isidro Carvajal Lancaster (1760–1771)
- Sebastián Flórez Pavón (1771–1777)
- Felipe Antonio Solano Marín (1779–1800)
- Antonio Palafox y Croy (1800–1802)
- Ramón Falcón y Salcedo (1803–1826)
- Jacinto Ramón Rodríguez (1827–1841)
- Juan Gualberto Ruiz (1847–1848)
- Fermín Sánchez Artesero (1849–1855)
- Miguel Payá y Rico (1858–1874)
- Sebastián Herrero Espinosa de los Monteros (1875–1876) (auch Bischof von Vitoria)
- José Moreno Mazón (1877–1881)
- Juan María Valero Nacarino (1882–1890)
- Pelayo González Conde (1891–1899)
- Wenceslao Sangüesa y Guía (1900–1921)
- Cruz Laplana y Laguna (1921–1936)
- Inocencio Rodríguez Díez (1943–1973)
- José Guerra Campos (1973–1996)
- Ramón del Hoyo López (1996–2005) (auch Bischof von Jaén)
- José María Yanguas Sanz (2005–...)